# Alstroemeria igarapavica
Alstroemeria igarapavica är en alströmeriaväxtart som beskrevs av Pierfelice Ravenna. Alstroemeria igarapavica ingår i släktet alströmerior, och familjen alströmeriaväxter. Inga underarter finns listade i Catalogue of Life.